# Jasmin-Isabel Kühne
Jasmin-Isabel Kühne (* 1986 in Braunschweig) ist eine deutsche Harfenistin.

## Leben und Wirken
Kühne wuchs in Wolfsburg auf und erhielt ab dem vierten Lebensjahr Klavierunterricht, es folgte Harfenunterricht an der Musikschule der Stadt Wolfsburg. Sie studierte an der Hochschule für Musik Detmold Harfe bei Godelieve Schrama sowie Musikpädagogik und schloss ihr Studium mit dem Diplom und Konzertexamen ab. Anschließend folgte ein Masterstudium in Paris und Oslo bei Isabelle Perrin. Sie absolvierte außerdem Meisterkurse bei u. a. Germaine Lorenzini, Isabelle Moretti und Jana Boušková.
Kühne ist mehrfache Bundespreisträgerin beim Wettbewerb Jugend musiziert in den Kategorien Harfe solo und Harfe Ensemble. Sie ist Stipendiatin diverser Stiftungen, so u. a. der Studienstiftung des deutschen Volkes. Sie ist Trägerin eines GWK-Förderpreises sowie des 2. Preises beim internationalen Harp Competition of Italy 2014 und des 1. Preises beim Lyon & Healy Award 2013 in Cardiff.
Kühne konzertiert in verschiedenen Kammermusikformationen. Sie wirkte mehrere Jahre als Solo-Harfenistin im Orchester des Staatstheaters Braunschweig, des Theaters Magdeburg und des Staatstheaters Kassel und spielte als Gast in Orchestern wie der NDR Radiophilharmonie, hr-Sinfonieorchester, WDR Sinfonieorchester, dem Oslo Philharmonic Orchestra und Stavanger Symphonieorkestra.
2008 spielte sie als Soloharfenistin bei der Uraufführung von Mikis Theodorakis’ Rhapsodien in der Berliner Philharmonie und Kölner Philharmonie. 2010 begleitete sie als Harfenistin Peter Maffay bei seiner Tattoos-Tour in Deutschland und war im gleichen Jahr Solistin beim 5. Internationalen Harfenfestival in Rio de Janeiro. 
Konzerte mit ihr wurden von WDR3 im Radio übertragen. Als Dozentin leitet Kühne die Harfenklasse der Musikschule der Stadt Wolfsburg, gibt Meisterkurse im In- und Ausland und ist Gastdozentin an der Hochschule für Musik Detmold.

## Diskographie
- 2011: Live-Aufnahme von Paul Hindemith’s „Sonate für Harfe“ bei den Open Audition des WDR3 sowie Franz Pönitz‘ Nordische Ballade für Harfe solo
- 2013: Einspielung von Franz Pönitz‘ Nordische Ballade für Harfe solo für den WDR
- 2016: Live-Aufnahme von „Orpheus Elegies“ (Harrison Birtwhistle) im NDR Hannover
- 2016: CD Fantaisies, Werke von C. Saint-Saëns, V. Williams, H. Harty u. a. Duo Lumière: Jasmin-Isabel Kühne (Harfe), Anita Farkas (Flöte). GWK records.
- 2019: CD Paris – Musik um die Jahrhundertwende. Werke von C. Saint-Saëns, G. Fauré, C. Debussy u. a. Duo Breidenstein & Kühne (Violine & Harfe). Fibonacci records.
- 2020: CD C'est moi in Arbeit, Werke von A. Hasselmans, F. Pönitz, E. Walther-Kühne